# Gari (Kruševac)
Pour les articles homonymes, voir Gari (homonymie).
Gari (en serbe cyrillique : Гари) est un village de Serbie situé sur le territoire de la Ville de Kruševac, district de Rasina. Au recensement de 2011,, il comptait 533 habitants.

## Démographie
| 1948 | 1953 | 1961 | 1971 | 1981 | 1991 | 2002 | 2011 |
| ---- | ---- | ---- | ---- | ---- | ---- | ---- | ---- |
| 589  | 615  | 589  | 540  | 520  | 545  | 535  | 533  |

|  |